# Pigmaleoa
Pigmaleoa foi o primeiro sucesso de público de Millôr Fernandes. Essa peça foi escrita em 1955, mas só foi montada pela primeira vez em 1962 pelo Teatro do Rio, com direção de Adolfo Celi.
A atriz Elizabeth Savala foi premiada por sua atuação na peça em montagem realizada na década de 1970.

## Sinopse
A concentração imobiliária é o tema usado como pano de fundo para o desenrolar da trama que mergulha na crítica social do país e do cotidiano de Copacabana. 
A personagem Ismênia é colunista social e moradora da última casa de Copacabana, que está para ser destruída para a construção de um edifício. A personagem recusa-se a deixar a casa e em meio a esse enredo a visita de uma sobrinha e seu noivo fazem vir à tona um grande segredo familiar. 